# Titu Andreescu
Titu Andreescu (n. 19 august 1956 la Timișoara) este un matematician născut în România. Este cunoscut pentru activitatea și implicarea sa în cadrul Olimpiadelor Internaționale de Matematică, fiind antrenorul echipei Statelor Unite la OIM 1994.

## Biografie
Încă din tinerețe și-a manifestat aptitudinea pentru matematică. Trei ani la rând, între 1973 și 1975, s-a evidențiat la concursul de rezolvat probleme din Gazeta Matematică. Abia trecut de 20 de ani, devine antrenor al echipei olimpice de matematică a României.
Ulterior devine profesor emerit și consilier pe lângă Ministerul Educației. Resimte nedreptățile la care este supus din partea regimului comunist, astfel că după 1989 emigrează în SUA.
În prezent este director al Mathematical Association of America.
Inegalitatea de mai jos îi poartă numele:
{\displaystyle {\frac {a_{1}^{2}}{x_{1}}}+{\frac {a_{2}^{2}}{x_{2}}}+\ldots +{\frac {a_{n}^{2}}{x_{n}}}\geq {\frac {(a_{1}+a_{2}+\ldots +a_{n})^{2}}{x_{1}+x_{2}+\ldots +x_{n}}},\;(\forall )a_{i}\in \mathbb {R} ,\;x_{i}>0,\;i={\overline {1,n}},\;n\geq 2.\!} (inegalitatea lui Titu Andreescu)

## Lucrări publicate
- Listă de lucrări publicate de Titu Andreescu pe Amazon.com

## Diverse
- Titu Andreescu, matematicianul român, stabilit în Statele Unite ale Americii, a fost pentru câțiva ani buni, antrenorul echipei de olimpici americani. [10]

De fapt, în 1994, la OIM 1994, desfășurată în Hong Kong, echipa Statelor Unite a obținut locul întâi cu 252 de puncte, punctaj maxim, performanță încă de ne-egalat în istoria concursului. 